# الکتریک پاور
الکتریک پاور (انگلیسی: Electric Power) شرکت برق ژاپنی است، که در سال ۱۹۵۲ تأسیس شد.